# احمد حسون
احمد بدرالدین حسون (زاده ۱۹۴۹م حلب) مفتی اعظم سابق سوریه، که از سال ۲۰۰۵ تا ۲۰۲۱ این منصب را در اختیار داشت.

## زندگی و تحصیلات
احمد بدرالدین حسون در سال ۱۹۴۹م در شهر حلب در سوریه به دنیا آمد. وی تحصیلات خود را در دانشگاه الازهر مصر به پایان رساند. حسون در حلب به عنوان خطیب و مدرس دینی شهرت داشت. وی در سال ۲۰۰۵م پس از درگذشت احمد کوفتارو مفتی اعظم سوریه توسط بشار اسد رئیس جمهور سابق سوریه به مقام مفتی اعظم سوریه منصوب گردید.
حسون از حامیان بشار اسد در دوران جنگ داخلی سوریه بین سال‌های ۲۰۱۱م تا ۲۰۲۱م شناخته می‌شد. ساریا پسر احمد حسون در سال ۲۰۱۱م توسط گروه‌های مسلح ناشناس ترور شد. حسون در سال ۲۰۱۳م فتوایی در حمایت از بمب‌های بشکه‌ای صادر کرد که پس از آن به «مفتی بشکه‌ای» شهرت یافت.
پس از انحلال منصب مفتی اعظم توسط بشار اسد در سال ۲۰۲۱م وی در دمشق ماند و از بشار اسد حمایت کرد. با سقوط رژیم اسد در ۸ دسامبر ۲۰۲۴م، حسون گریخت. مقام مفتی اعظم سوریه پس از سقوط بشار اسد، توسط احمد الشرع رییس دولت موقت سوریه با نصب اسامه الرفاعی به سمت مفتی اعظم سوریه مجددا احیا گردید. احمد حسون در ۲۷ مارس ۲۰۲۵ هنگامی که قصد خروج از سوریه به اردن برای معالجه و درمان بیماری داشت در فرودگاه دمشق توسط نیروهای حکومت موقت سوریه دستگیر شد.